# CyberPlat
CyberPlat («КиберПлат») — российская электронная платёжная система, оперировавшая также на рынках стран СНГ, Европы и Азии.

## История
Система CyberPlat была создана на базе отдела электронной коммерции банка "Платина" для информационно-технологического обеспечения безналичных расчетов для электронной коммерции всего спектра финансовых услуг — от микроплатежей до межбанковских расчетов. Компания является исторически первой российской платёжной системой: 18 марта 1998 года  была совершена первая транзакция в пользу компании «Гарант-Парк»; 12 августа 1998 года был осуществлён первый платёж через Интернет в пользу оператора сотовой связи «Билайн». 
В 2021 в связи с отзывом лицензии у КБ "Платина" система перестала проводить платежи. 

## Сеть
CyberPlat является крупнейшей по масштабам сети приёма платежей системой с общим числом пунктов обслуживания более 1 млн 480 тыс. из которых более 620 тыс. — в России и странах СНГ, 290 тыс. — в других странах мира.
По состоянию на 1 января 2021 года участниками системы электронных платежей являлись около 200 банков.
В 2018 году Банк России включил CyberPlat (расчетный банк КБ "Платина") в реестр кредитных организаций, признанных значимыми на рынке платежных услуг. В 2019 году платежная система CyberPlat (расчетный банк КБ "Платина") была исключена из реестра кредитных организаций, признанных значимыми на рынке платежных услуг. 

## Провайдеры
CyberPlat обеспечивала приём платежей в пользу более 8300 поставщиков различных услуг.
Это: 
- операторы мобильной и фиксированной связи;
- банки — погашение кредитов, пополнение карточных счетов Мир (российская платежная система), VISA, MasterCard;
- государственные услуги — штрафы ГИБДД, все виды государственных пошлин, патенты, налоги на доходы и на имущество и прочие налоговые начисления;
- доступ в Интернет;
- микрофинансовые организации;
- операторы коммерческого телевидения;
- предприятия ЖКХ;
- энерго- и газосбытовые компании;
- онлайн-игры;
- интернет-магазины;
- страховые компании

и другие поставщики услуг.